# Godfrey Edward Wildman-Lushington
Godfrey Edward Wildman-Lushington, britanski general, * 1897, † 1970.